# Trung tâm Khí hậu APEC
Trung tâm Khí hậu APEC (APEC Climate Center - APCC) là một tổ chức của chính phủ tiến hành nghiên cứu về dự báo khí hậu, phân tích và các lĩnh vực ứng dụng biến đổi khí hậu. Nó cũng cung cấp các dịch vụ thông tin khí hậu và các chương trình xây dựng năng lực với mục đích tăng cường hợp tác khoa học và công nghệ trên toàn khu vực APEC. APCC được thành lập trong Hội nghị các Quan chức Cấp cao APEC được tổ chức vào tháng 11 năm 2005. Nó được chính thức ra mắt tại APEC Hàn Quốc 2005. APCC có trụ sở chính ở Busan, Hàn Quốc.

## Lịch sử
Tiền thân của Trung tâm Khí hậu APEC là Mạng lưới Khí hậu APEC (APCN) được thành lập bởi Nhóm Công tác về Công nghệ và Khoa học Công nghiệp APEC (ISTWG). Mạng lưới được thành lập với mục đích trao đổi thông tin khí hậu giữa các nền kinh tế APEC nhằm chống lại các thảm họa khí hậu và thời tiết. Nó đã được đề xuất trong cuộc họp ISTWG APEC lần thứ 16 năm 1999 bởi Cục Khí tượng và Thủy văn Hàn Quốc và mạng lưới đã có cuộc họp nhóm làm việc đầu tiên vào tháng 5 năm 2001.
APCN được khởi xướng để chia sẻ thông tin khí hậu khu vực đáng tin cậy giữa các nền kinh tế. Nỗ lực đã được biện minh về lý do kinh tế. Bằng cách chia sẻ thông tin của các tổ chức khí tượng quốc gia, các tổ chức đã nhận được thông tin khí hậu chính xác hơn thông qua kỹ thuật tổng hợp nhiều mô hình, kết hợp phạm vi thông tin khí hậu đa dạng do các tổ chức đệ trình để tạo ra thông tin khí hậu chính xác hơn. Để tiếp tục phát triển kỹ thuật và giúp các nền kinh tế thành viên APEC tăng cường khả năng dự báo khí hậu của họ thông qua các nỗ lực xây dựng năng lực, nó được coi là cần thiết để tạo ra một tổ chức chính thức. Vì vậy thông qua các cuộc thảo luận được tổ chức tại Hội nghị Bộ trưởng Khoa học và Công nghệ APEC năm 2004, Hội nghị ISTWG năm 2004 và Hội nghị các quan chức cấp cao năm 2005, việc thành lập Trung tâm Khí hậu đã được APEC phê duyệt.

## Các hoạt động

### Hội nghị Chuyên đề về Khí hậu APEC
Hội nghị Chuyên đề về Khí hậu APEC (APCS) là sự kiện quốc tế hàng đầu do Trung tâm Khí hậu tổ chức như một diễn đàn trao đổi nghiên cứu về khoa học khí hậu. Nó đã được tổ chức hàng năm kể từ năm 2006, thường là ở các thành phố của nước chủ nhà của các hội nghị APEC hằng năm.
| Năm  | Ngày tháng             | Quốc gia    | Thành Phố        | Chủ đề |
| ---- | ---------------------- | ----------- | ---------------- | --- |
| 2006 | Tháng 9                | Hàn Quốc    | Busan            | Sự nhất trí Đa Mô hình cho Dự báo Khí hậu                                                                                               |
| 2007 | Từ ngày 18–20 tháng 9  | Hàn Quốc    | Busan            | |
| 2008 | Từ ngày 19–21 tháng 8  | Peru        | Lima             | |
| 2009 | Từ ngày 12–15 tháng 7  | Singapore   | Singapore        | Ứng dụng và Dự báo Khí hậu: Mức độ phù hợp cho các Chiến lược Thích ứng Khí hậu                                                         |
| 2010 | Từ ngày 20–24 tháng 6  | Hàn Quốc    | Busan            | Dự báo Khí hậu và Ứng dụng của nó |
| 2011 | Từ ngày 17–20 tháng 10 | Hoa Kỳ      | Honolulu         | Khai thác và Sử dụng Thông tin Khí hậu trong Nông nghiệp, Quản lý Tài nguyên Nước và Tiết kiệm Năng lượng                               |
| 2012 | Từ ngày 8–11 tháng 10  | Nga         | Sankt-Petersburg | Khai thác và Sử dụng Thông tin Khí hậu cho việc ra quyết định trong Nông nghiệp, Quản lý Tài nguyên Nước và Tiết kiệm Năng lượng        |
| 2013 | Từ ngày 11–13 tháng 11 | Indonesia   | Jakarta          | Hợp tác Khu vực về Dịch vụ Dự báo Hạn hán để Hỗ trợ Quản lý và Chuẩn bị Thiên tai                                                       |
| 2014 | Từ ngày 10–11 tháng 11 | Trung Quốc  | Nam Kinh         | Quản lý khí hậu cực đoan và thiên tai thủy văn: Dự báo khoa học và chuẩn bị khẩn cấp                                                    |
| 2015 | Từ ngày 2–4 tháng 11   | Philippines | Manila           | Ứng dụng của Khí hậu và Thời tiết để Quản lý Thiên tai Hiệu quả                                                                         |
| 2016 | Từ ngày 16–18 tháng 9  | Peru        | Lima             | Thông tin Khí hậu Thông minh và những Hành động có Trách nhiệm: Hoàn thành An ninh Lương thực Bền vững trong một Thế giới đang Thay đổi |
| 2017 | Đã được công bố        | Việt Nam    | Đã được công bố  | |